# 火藥危機
火藥危機（英語：Powder Alarm）是1774年9月發生於北美十三州的一場政治危機。當時英國國會與殖民地自治組織之間的矛盾正在加劇，時任北美英軍總司令托馬士·蓋奇（Thomas Gage）將軍派兵秘密收繳波士頓一貨倉的火藥。然而消息意外洩漏，並且以訛傳訛，使到多個殖民地誤以為戰爭已經爆發。危機雖然以蓋奇暫時中止收繳行動而平息，卻埋下了近半年後列星頓和康科德戰役的導火線。

## 背景
波士頓茶葉事件後，英國國會通過了四項《強制法案》，旨在重申英國政府於殖民地的管治權威，並鎮壓叛逆的麻薩諸塞灣殖民地，引來麻薩諸塞的反叛者更大反抗。更有甚者，《強制法案》強化了英國總督於各個殖民地議會的權力，變相削弱殖民者長久以來的自治權利；同時期通過的《魁北克法令》，又令殖民者擔憂向西殖民的權限會受削弱。結果殖民者將《法案》通稱為「五條不可容忍法案」（Five Intolerable Acts），各殖民地更組織了協會委員會（Committees of Correspondence），恢復對英國東印度公司的貿易抵制，互相通報消息，收集軍用物資，並吸納背景不同的人士加入。議會此時更醖釀支持麻薩諸塞。
與之同時，英軍北美總司令兼新任麻薩諸塞灣殖民地總督托馬士·蓋奇（Thomas Gage）將軍，受國會命令執行《強制法案》。當時新英格蘭地區各個鄉鎮，均有英軍火藥儲藏，但並非所有倉庫均有英軍把守。蓋奇希望秘密收繳這些倉庫的火藥，以避免保皇黨與反叛者獲得武器，進而爆發全面戰爭。1774年8月27日，蓋奇收到一位波士頓民兵領袖威廉·布拉特爾（William Brattle）的信件，內容提及查爾斯鎮（Charlestown）西北貨倉有「國王的」火藥儲存。由於該處的火藥存量為麻薩諸塞地區最多，使蓋奇決定先行收繳該處。

## 收繳行動

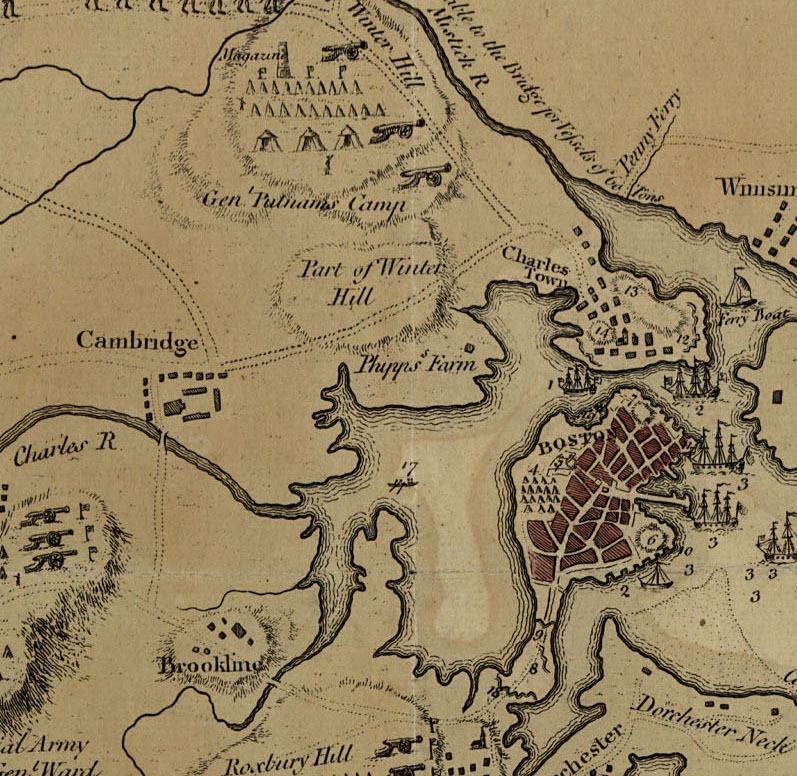
1775年波士頓之圍的地圖。火藥貨倉位於地圖正上方。

1774年8月31日，蓋奇派警官大衛·費斯（David Phips）向布拉特爾拿取貨倉鑰匙。布拉特爾本身並無明確政治傾向，合作交出鑰匙。與此同時，蓋奇命一隊英軍預備行軍，於次日到貨倉徵收。然而英軍的動靜既為當地社區知悉，布拉特爾的信件更意外洩漏。結果波士頓地區很快便謠言四起，布拉特爾的信件更被視為保皇者的告密，警告蓋奇要搶先控制地方的火藥。
9月1日，蓋奇派出英皇直屬第四步兵軍團（King's Own 4th Regiment of Foot）約260人，由佐治·麥迪遜中校（George Maddison）指揮，坐船橫渡密斯迪河（Mystic River，詞源自阿爾岡昆語族），再由冬山（Winter Hill，今薩默維爾）行軍，並平安徵收火藥。回程時部分英軍順道前往劍橋，徵收了兩座火炮，最後全部帶返波士頓的威廉堡（Castle William，今獨立堡Fort Independence）。

## 殖民地的恐慌
英國行軍的消息在當日已傳遍附近地區。以訛傳訛之下，徵收本屬英軍的火藥，變成了強奪地區議會軍火，再演變為戰爭爆發、有人被殺、甚至皇家英國海軍派出軍艦炮轟波士頓城。陷入恐慌的鄉鎮即時派出急召民兵（Minuteman，又直譯為「一分鐘人」），前往波士頓：有旅人更指烏斯特縣梳士貝利（Shrewsbury）在15分鐘內便召集了50名民兵。9月2日，劍橋一度有數千人聚集聲討保皇黨，迫使包括布拉特爾在內的數人逃往波士頓，接受英軍保護；費斯警官被迫簽字，否認自己與政府的行動有關。同日謠言開始為事實所推翻，各路民兵開始返回鄉鎮。9月5日波士頓報章又刊登了布拉特爾的聲明，堅稱自己並非「告密」，其信件只是為答覆蓋奇而作。

## 英國與殖民地的後續反應
事態發展完全出乎蓋奇意料之外。為免局勢惡化，蓋奇最終取消了針對烏斯特縣的後續徵收行動。恐於民兵的動員速度及規模，蓋奇先將正規軍集中到波士頓防守，同時向駐陸軍部大臣（Secretary at War）巴靈頓子爵寫信，要求派軍增援。信中蓋奇寫道：
|  | 如果您（在強制法案一事上）堅決不讓，殖民者的反抗將很快出現。若然您認為派一萬人便足以平亂，請派上二萬人吧；若然您認為派一百萬人才足夠平亂，請派上二百萬人吧。今日多派一倍兵力，最終必會減少帝國的國庫與人命損失。須知龐大部隊不但可威懾敵人，更可招徠盟友；而中等規模的部隊只會刺激反抗，並使盟友卻步…… If you will resist and not yield, that resistance should be effectual at the beginning. If you think ten thousand men sufficient, send twenty, if one million is thought enough, give two; you will save both blood and treasure in the end. A large force will terrify, and engage many to join you, a middling one will encourage resistance and gain no friends. |

由於當時英國在北美只有12,000名駐軍，蓋奇的言辭被部分倫敦政客視為荒謬之談。不過國會最終仍同意增派400名皇家海軍陸戰隊到波士頓增援。部隊抵埗後，蓋奇繼續強化波士頓防務，並計劃到波士頓西部徵收殖民者的軍火。美國獨立戰爭的第一場戰鬥：列星頓和康科德戰役便因此在1775年4月爆發。
波士頓的反叛者則對英軍動向甚為警覺。他們在9月21日於烏斯特縣召開鄉鎮會議，決定編組第三隊急召民兵，以備不時之需；同時又在波士頓與西部村鎮沿路派駐快馬，加強消息通訊，以免遭英軍突襲。10月反叛者進而在波士頓外圍成立了麻薩諸塞地區議會（Massachusetts Provincial Congress），公然挑戰《強制法案》中的《馬薩諸塞政府法令》，與殖民政府分庭抗禮。不久議會更仿效英國內戰歷史，設立了安全委員會（Committee of Safety），編組更多急召民兵，並將火藥轉移到更西部的康科德避險。12月議會收到錯誤情報，指英軍正前往朴次茅斯徵收火藥，保羅·列維爾即時乘快馬趕往當地通報，而當地民兵則在約翰·朗頓（John Langdon）帶領下掠奪了當地的瑪利與威廉堡。事實上英軍到17日才抵達朴次茅斯，且被反叛者蓄意誤導，使艦艇全部在漲潮時擱淺於淺水區。
波士頓的事件同樣刺激了其他地區。第一屆大陸會議在1774年9月5日於費城舉行，剛好為危機數日之後。約翰·亞當斯在會上發言時稱：
|  | 當英國軍艦炮轟波士頓的可怕謠言傳抵費城時，吾等為此飽受折騰兩日。然而此事亦可見大陸殖民者上下一心，在苛政面前堅毅不屈。連日以來，與會者的戰爭呼聲不絕於耳。其聲勢之宏大，可與昔日羅馬及今日英國議會之雄辯家相比。若然英國動武的謠言屬實，恐怕大陸議會早已團結一致，以雷霆萬鈞之勢反擊矣。 When the horrid news was brought here of the bombardment of Boston, which made us completely miserable for two days, we saw proofs of both the sympathy and the resolution of the continent. War! war! war! was the cry, and it was pronounced in a tone which would have done honor to the oratory of a Briton or a Roman. If it had proved true, you would have heard the thunder of an American Congress. |

另外，紐波特、普洛威頓斯、新倫敦的保皇黨與反叛者爭相搶奪火藥，並從波士頓等地走私火炮。1775年2月27日，英軍派出亞歷山大·列斯利的第64步兵軍團（64th Regiment of Foot）240名士兵，乘坐活力號（HMS Lively），到商業重鎮塞勒姆緝查火炮走私。在當地居民阻撓下，走私者及時搬走火炮，使英軍撲空。英軍雖與聚集的民兵口角，但未有動武。